# Maurice Alexandre Berthon
Pour les articles homonymes, voir Berthon.
Maurice Alexandre Berthon (né le 28 décembre 1888 à Constantine - mort 20 septembre 1914 à Jonchery-sur-Vesle) est un peintre français.

## Biographie
Fils de Pierre Berthon, débitant de boisson, et de Marie Clotilde Gallien, elle même peintre, Berthon entre à l'Académie Julian où il est l'élève de Marcel Baschet, d'Henri Royer, de François Flameng et d'Adolphe Déchenaud. André Menlet réalise son portrait en 1906.
Élève à l'École nationale supérieure des beaux-arts à partir de 1911, il expose pour la première fois au Salon de paris en 1908 puis chaque année jusqu'en 1914 où il expose l'Automne et Femme endormie. Il avait obtenu une mention honorable en 1912 pour "Étude de nu".
Lorsque la Première Guerre mondiale éclate, il intègre le 5e régiment d'infanterie et participe à la Bataille de Charleroi. Il est blessé à Cauroy d'un éclat d'obus aux deux jambes et dans le ventre le 20 septembre 1914. Il est transporté à l'ambulance 14 de Jonchery-sur-Vesle où il meurt. Son maître Baschet dit alors de lui « Maurice Berthon était un esprit cultivé ; il eût produit un jour des œuvres de haute valeur ». Son nom est inscrit au monument commémoratif de l'école des Beaux-Arts.
Sa mère Marie Clotilde Gallien-Berthon offre certaines de ses œuvres au musée du Luxembourg en 1934.

## Œuvre
- Jeune femme assise dans un fauteuil, conservé au Musée d'Orsay.
- Portrait du pianiste Maurice Naudin, conservé au Ministère des Affaires étrangères.
- Vue intérieure du transept Nord et de la rosace dans la Cathédrale Notre-Dame de Paris
- Portrait de M. Dietz, 1909.
- Julien Berthon, frère de l'artiste, 1910, conservé au Musée d'Orsay.
- Femme à la rose, 1912.
- Étude de nu, 1912, conservé au Musée d'Orsay.
- La lecture, 1913.
- Portrait de jeune fille, 1913.
- L'automne, 1914.
- Femme endormie, 1914.